# An Annapolis Story
An Annapolis Story is een Amerikaanse dramafilm uit 1955 onder regie van Don Siegel.

## Verhaal
De broers Tony en Jim Scott volgen samen een opleiding aan de zeevaartschool van Annapolis. Hun vriendschap wordt op de proef gesteld, wanneer ze beiden verliefd wordt op de bevallige Peggy.

## Rolverdeling
| Acteur           | Personage          |
| ---------------- | ------------------ |
| John Derek       | Tony Scott         |
| Diana Lynn       | Peggy Lord         |
| Kevin McCarthy   | Jim Scott          |
| Alvy Moore       | Willie Warren      |
| Pat Conway       | Tim Dooley         |
| L.Q. Jones       | Watson             |
| John Kirby       | Pete Macklin       |
| Barbara Brown    | Mevrouw Scott      |
| Fran Bennett     | Connie Warren      |
| Betty Lou Gerson | Mevrouw Lord       |
| Robert Osterloh  | Cadet Laisson      |
| John Doucette    | Bokstrainer        |
| Don Kennedy      | McClaren           |
| Don Haggerty     | Luitenant Prentiss |
| Tom Harmon       | Omroeper           |